# Nazionale femminile di pallamano dell'Algeria
La nazionale di pallamano femminile dell'Algeria è la rappresentativa nazionale dell'Algeria nelle competizioni internazionali di pallamano femminile e la sua attività è gestita dalla federazione di pallamano della Algeria.

## Competizioni principali

### Olimpiadi
Nessuna partecipazione

### Campionati mondiali
- 1978: 12º posto
- 1997: 19º posto
- 2013: 22º posto

### Campionati Africani
- 1996
- 1976, 1979, 1994